# 兰施巴赫
兰施巴赫是德国莱茵兰-普法尔茨州的一个市镇。总面积1.19平方公里，总人口651人，其中男性314人，女性337人（2011年12月31日），人口密度547人/平方公里。